# Тэнасе, Мария
Ма́рия Тэна́се (рум. Maria Tănase; 25 сентября 1913, Бухарест — 22 июня 1963, там же) — популярная румынская певица, известная исполнительница классического румынского фольклора. Оставила весьма значительный след в балканской музыкальной культуре. Заслуженная артистка Румынии (1957).

## Биография
Она родилась в Бухаресте (пригород «Кирпичный завод»). И отец, и мать были большими любителями народной песни и музыки в целом.
Мария Тэнасе впервые появилась на сцене в 1921 году в доме культуры кирпичного завода «Светлый путь». Затем она училась в сценической школе Иона Радулеску, где она присутствовала только вечерами, вынужденная помогать родителям в саду. Позднее, с журналистом Санду Элидом, она попадает в атмосферу кружка молодых интеллектуалов, члены которого советуют ей воспользоваться её способностями и подняться на сцену.
Дебют Марии Тэнасе состоялся в театре, где присутствовал Константин Тэнасе. Впервые появляется на 2 июня 1934 года. Однако она стала известна только в 1938 году, когда записала первые песни для румынского радио.
В 1939 году в Нью-Йорке на международной выставке «Мир ярмарки» Мария Тэнасе присутствовала в качестве представителя румынского искусства. Затем являлась представительницей Румынии на стенде и на сцене в «Flushing Meadows-Crown Parck», где она провела самую большую в мире выставку.
В 1940 году после кооптации правительства фолк был запрещен. К сожалению, записи Марии Тэнасе, сделанные для радио, были уничтожены «Железной гвардией», под тем предлогом, что якобы искажали подлинный румынский фольклор. Истинная причина же была в том, что антисемитские движения обратились против друзей Марии Тэнасе, среди которых был целый ряд представителей еврейской интеллигенции.
После поездки в Турцию она вместе с важными представителями румынской культуры (такими, как Джордже Энеску) провела серию концертов для раненых на фронте солдат. Кроме того, Мария Тэнасе была агентом разведки Специальные службы (GPS) во главе с Кристеску.

### Смерть певицы
В 1963 году у Марии Тэнасе нашли рак лёгких, курение сильно ударило по её здоровью, врачи предложили ей возможность уйти со сцены, и немедленно прекратить работу. Она, однако, уверяла, что врачи скоро изменят своё мнение, и отказывалась понимать, что нет никаких шансов, и покинуть сцену. Сильно затронутые раком лёгкие с трудом позволяли ей петь. На концерте 19 июня 1963 года в городе Хунедоара у Марии Тэнасе стал пропадать голос, она остановилась и произнесла:

«Братья, я больше не могу! У меня рак лёгких и я скоро умру! Отныне вы не увидите меня!»

Все, кто слышал эти слова, плакали.
22 июня 1963, в Фунденской больнице, Мария Тэнасе умерла: в 2:10 ночи она открыла глаза и посмотрела вокруг, как на нечто чуждое, а затем закрыла их навсегда.
Похоронена в Бухаресте на кладбище Беллу.

## Награды
- В 1955 году Мария Тэнасе получила Государственную премию.
- В 1957 году была названа «Заслуженной артисткой».